# Монастырёк (урочище)
Монастырёк — урочище на территории Каневского района Черкасской области Украины. Расположен в 3,6 км к северо-востоку от села Трахтемиров и в 3,4 км к северо-западу от села Луковица.
Урочище представлено степным участком, ограниченным с юга лесами, а с севера упирающимся в Каневское водохранилище. Береговой участок иссечен оврагами, в устье одного из которых содержится источник.
Накануне образования древнерусского государства здесь находилось городище лука-райковецкой культуры VIII—X веков, которое гибнет синхронно Искоростеню. Найденные в курганах Гнёздова и на городище Монастырёк луннические височные кольца «нитранского типа» свидетельствуют о знакомстве днепровских мастеров с великоморавской ювелирной традицией.
До образования водохранилища на этом месте существовало село Монастырёк. Название произошло от Трахтемировского монастыря, ранее существовавшего здесь. Он был известен ещё с 1578 года, когда польским королем Баторием, он был обустроен как госпиталь-убежище для раненых и старых казаков.